# Mistrzostwa Krajów Bałkańskich w Biegach Przełajowych 2012
57. Mistrzostwa Krajów Bałkańskich w Biegach Przełajowych – zawody lekkoatletyczne w biegach przełajowych zorganizowane pod egidą Związku Lekkoatletycznego Krajów Bałkańskich, które odbyły się 31 marca 2012 w miejscowości Darıca w Turcji.

## Rezultaty

### Mężczyźni
| Konkurencja:               | 1. miejsce                                                  | Rezultat | 2. miejsce                                                                | Rezultat | 3. miejsce                                                 | Rezultat |
| Bieg seniorów              | Bekir Karayel                                               | 28:59    | Ali Haydar Tekgöz                                                         | 29:50    | Fatih Bilgiç                                               | 29:59    |
| Drużyna seniorów           | Turcja · Bekir Karayel · Ali Haydar Tekgöz · Fatih Bilgiç   | 6 pkt.   | Grecja · Christoforos Merousis · Vasilios Pouliopoulos · Ioannis Zervakis | 27 pkt.  | Rumunia · Nicolae Soare · Cristinel Irimia · Ionut Ghita   | 28 pkt.  |
| Bieg młodzieżowców U-23    | Adrian Trifan                                               | 24:17    | Ramazan Özdemir                                                           | 24:23    | Dusan Makevic                                              | 24:43    |
| Drużyna młodzieżowców U-23 | Turcja · Ramazan Özdemir · Muzaffer Bayram · Aykut Taşdemir | 12 pkt.  | Rumunia · Adrian Trifan · Ionut David · George Preda                      | 16 pkt.  | Serbia · Dusan Makevic · Muamer Hasanovic · Milos Pendic   | 28 pkt.  |
| Bieg juniorów              | Sebahattin Yildirimci                                       | 18:29    | Mitko Cenow                                                               | 18:30    | Claudiu Cimpoieru                                          | 18:42    |
| Drużyna juniorów           | Turcja · Sebahattin Yildirimci · Erkan Çelik · Sönmez Dag   | 11 pkt.  | Rumunia · Claudiu Cimpoieru · Claudiu Bisca · Zsolt Boitor                | 20 pkt.  | Serbia · Komnen Cvijovic · Ognjen Cvijovic · Nemanja Kojic | 24 pkt.  |

### Kobiety
| Konkurencja:               | 1. miejsce                                                   | Rezultat | 2. miejsce                                                    | Rezultat | 3. miejsce                                          | Rezultat |
| Bieg seniorek              | Ancuţa Bobocel                                               | 26:47    | Türkan Özata                                                  | 26:57    | Cristina Frumuz                                     | 27:10    |
| Drużyna seniorek           | Rumunia · Ancuţa Bobocel · Cristina Frumuz · Mihaela Prundus | 9 pkt.   | Turcja · Türkan Özata · Nilay Esen · Narin Kahraman           | 14 pkt.  |                                                     |          |
| Bieg młodzieżowców U-23    | Esma Aydemir                                                 | 20:09    | Özlem Kaya                                                    | 20:34    | Liliana Danci                                       | 20:42    |
| Drużyna młodzieżowców U-23 | Turcja · Esma Aydemir · Özlem Kaya · Gamze Bulut             | 7 pkt.   | Rumunia · Liliana Danci · Florina Pierdevara · Cristina Negru | 14 pkt.  |                                                     |          |
| Bieg juniorek              | Amela Terzić                                                 | 13:28    | Monica Florea                                                 | 13:32    | Anca Bunea                                          | 13:38    |
| Drużyna juniorek           | Rumunia · Monica Florea · Anca Bunea · Dana Loghin           | 10 pkt.  | Turcja · Sevilay Eytemiş · Emine Hatun Tuna · Çeşminaz Yilmaz | 19 pkt.  | Serbia · Amela Terzić · Nadja Cerovac · Ana Sekulic | 19 pkt.  |

## Klasyfikacja medalowa
| Miejsce | Kraj     | Złoto | Srebro | Brąz | Suma |
| 1.      | Turcja   | 7     | 6      | 1    | 14   |
| 2.      | Rumunia  | 4     | 4      | 5    | 13   |
| 3.      | Serbia   | 1     | 0      | 5    | 6    |
| 4.      | Bułgaria | 0     | 1      | 0    | 1    |
| 4.      | Grecja   | 0     | 1      | 0    | 1    |